# Maze (Belgische band)
Maze is een postpunkband uit Brugge. De band won in 2011 het rockconcours Westtalent.
In 2012 werd een split-album uitgebracht met Movoco. Drummer Hannes Tamsin speelt zowel bij Maze als Movoco. De originele drummer van Maze was echter Jason Slabbynck, zoon van Peter Slabbynck (Red Zebra).

## Discografie
- 2016 Serve yourself (split-album met Crowd of Chairs)